# لا مادلين ، نورد
لا مادلين ( 
تنطق بالفرنسية: [la madlɛn]
```
) هي 
بلدية
 في 
مقاطعة
 
الشمال
 في شمال 
فرنسا
 .
```

إنها إحدى ضواحي مدينة (ليل) التي تحدها من جانبها الشمالي.

## شعارات النبالة
قالب:Blazon-arms

## تاريخ
في عام 1944 ، قُتل بيير مارشانت ولوسيان أوليفير بالقرب من هيل 60 (إيبرس) على يد الألمان ، وهما عضوان في المقاومة الفرنسية من لا مادلين .

## التعليم
المدارس في البلدية:
- المدارس التمهيدية العامة ( المدارس الثانوية ): آن فرانك ، كوربيه ، دي هاليندري ، دو مولان - ألفونس دوديت ، وجاستون لوكليرك [7]
- المدارس الابتدائية العامة: فيكتور هوغو ولويز دي بيتينييس وكليبر وإدموند روستاند [7]
- المدارس التمهيدية والمدارس الابتدائية الخاصة: مؤسسة جين دارك ومدرسة سانت جينيفيف [7]
- مدرسة ثانوية عامة واحدة ، كوليج فلاندر [8]
- مدرسة ثانوية خاصة واحدة ، كوليج بريفيه سان جان.[8]
- مدرسة ثانوية عامة واحدة ، ليسيه فالنتين لاب [8]

تُعقد مدرسة Japonaise du Nord-Pas-de-Calais (ノ ー ル ＝ パ ・ ド ・ カ レ ー 日本人Nōsu Pa do Karē Nihonjin Gakkō ) ، وهي مدرسة تكميلية يابانية بدوام جزئي ، في لا مادلين. 

## أنظر أيضا
- كوميونات مقاطعة الشمال

## روابط خارجية
- الموقع الرسمي باللغة الفرنسية